# Yann Guyader
Pour les articles homonymes, voir Guyader.
 (janvier 2016).
Si vous disposez d'ouvrages ou d'articles de référence ou si vous connaissez des sites web de qualité traitant du thème abordé ici, merci de compléter l'article en donnant les références utiles à sa vérifiabilité et en les liant à la section « Notes et références ».
Yann Guyader est un patineur de vitesse français, ayant commencé le roller à l'âge de 8 ans en septembre 1992 dans le club de l'ASTA Nantes dont la section roller avait été créée par son grand père 40 ans plus tôt. Jusqu'au début des années 2000, il est un bon patineur au niveau continental, mais à la suite d'un grave accident lors de l'étape de coupe du monde de marathon à Saint-Moritz en juin 2003, il doit arrêter le roller de vitesse pour subir une intervention chirurgicale (fractures des deux malléoles du pied gauche et le péroné).
C'est lors de son retour à la compétition 10 mois plus tard que les résultats commencent à s'enchaîner. Il devient champion de France élite de la course aux points aussi bien sur route que sur piste et finit 3e au championnat d'Europe la même année. Il récidive en 2005 et devient champion d'Europe de la course à éliminations et vice-champion du monde de la course aux points. 
C'est à partir de 2006 que sa carrière décolle puisqu'il change d'équipe et quitte la formation Italienne Mariani pour une petite équipe Néerlandaise Timmerman. Il est la révélation de l'année : il remporte deux étapes de coupe du monde en courant seul et prend la sixième place du classement général sans avoir participé à l'intégralité de la saison. Il remporte aussi 4 titres de champion d'Europe à Casano D'Adda en Italie et s'affirme comme étant le meilleur patineur européen du moment.
Lors des championnats du Monde à Anyang en Corée du Sud il devient champion du monde du relais après un dernier tour épique où il double l'équipe Kiwi et il devient vice-champion du monde du marathon derrière la légende Joey Mantia. C'est aussi en 2006 qu'il signe sa première victoire lors de la reine des classiques, « Les 3 pistes », devant tout le gratin mondial. Il gagne aussi la deuxième grande classique de l'année, le très prisé critérium de Groß-Gerau en Allemagne.
En 2007, il gagne 5 titres lors des championnats d'Europe et devient définitivement imbattable sur la scène européenne. Il devient un mois plus tard champion du monde individuel de la course aux points à Cali en Colombie. Il finit 4e de la coupe du monde des marathons avec deux victoires d'étapes. Il remporte une nouvelle fois le critérium de Groß-Gerau.
2008 sera l'année de la consécration puisqu'il remporte tout sur son passage. Il gagne le classement général de la coupe du monde des marathons qu'il domine de la tête et des épaules. Il gagne aussi 3 titres de champion d'Europe et un de champion du monde à Gigon en Espagne. Il ne s’arrête pas là et remporte aussi les classements généraux de la coupe de Suisse et de France des marathons lors de cette même saison. Il remporte aussi cette année-là « Les 3 pistes », où il reste invaincu depuis lors.
Durant la saison 2009, il décide de prendre un peu de recul et décide de ne plus prendre part qu'aux marathons. Il fait une exception en participant aux jeux mondiaux de Kaoshiung à Taiwan où il est désigné porte-drapeau de la délégation française par le CNOSF. Encore une fois, il montre sa supériorité au niveau mondial sur la course aux points en s'imposant. Il termine aussi deuxième du classement général de la coupe du monde derrière le Colombien Diego Rosero après une lutte de tous les instant clôturée lors de la dernière manche sur l'Île de Margarita au Venezuela. Comme les années précédentes, il remporte le trophée des 3 Pistes et plusieurs victoires d'étapes de Coupe du Monde.